# Chen Zuyi
Chen Zuyi (in cinese: 陳祖義S, Ch'en Tsu-iW; ... – 1407) è stato un pirata cinese del XV secolo del Guangdong, ed era uno dei pirati più temuti ad aver infestato i mari del sud-est asiatico. Ha governato la città di Palembang e ha fatto irruzione nello Stretto di Malacca per saccheggiare le navi e depredare mercanti indigeni e stranieri per diversi anni. La sua flotta fu sconfitta dall'ammiraglio Zheng He della dinastia Ming nella battaglia di Palembang (1407). Chen è stato catturato e inviato nella capitale cinese Nanjing per l'esecuzione.

## Inizio della carriera
Secondo i registri Ming il suo nome viene registrato per la prima volta dopo il 1400, quando un convoglio Ming fu attaccato dai pirati comandati da Chen Zuyi. A Palembang Chen aveva 5.000 uomini e 10 navi sotto il suo comando, e all'epoca era il pirata più potente del sud-est asiatico. L'isola di Sumatra aveva un'etnia diversificata di persone provenienti da diverse parti dell'Asia, inclusa una grande minoranza della popolazione cinese Han (per lo più migranti maschi, commercianti e mercanti) e la maggior parte di Sumatra. Un cinese Hui, Shi Jinqing, ha riferito delle atrocità commesse dai capi pirata e ha chiesto assistenza per liberarsi di Chen Zuyi.
Tuttavia, costringere le navi di passaggio a pagare i dazi era un elemento finanziario essenziale del governo degli stati del sud-est asiatico, e si pensa che Chen Zuyi stesse semplicemente facendo lo stesso per la sua città portuale di Palembang.

## Sconfitta da Zheng He
Nel 1407, Chen fu affrontato a Palembang dalla flotta del tesoro Ming di ritorno sotto l'ammiraglio Zheng He. Zheng ha fatto la mossa di apertura, chiedendo la resa di Chen, e Chen si è subito mostrato disponibile all'accordo, mentre si preparava per un attacco preventivo a sorpresa. Ma i dettagli del suo piano furono rivelati a Zheng da un informatore cinese locale, e nella feroce battaglia che ne seguì, l'armata superiore dei Ming distrusse la flotta pirata e uccise 5.000 dei suoi uomini. Chen fu catturato e inviato nella capitale cinese Nanjing per l'esecuzione pubblica nel 1407. La pace è stata ripristinata nello Stretto di Malacca quando Shi Jinqing è stato installato come nuovo sovrano di Palembang e incorporato in quello che sarebbe diventato un vasto sistema di alleati che hanno riconosciuto la supremazia Ming in cambio di riconoscimento diplomatico, protezione militare e diritti commerciali. Alla fine del regno di Yongle, i re o gli ambasciatori di oltre 30 stati stranieri avevano compiuto visite ufficiali all'imperatore per rendere omaggio. Sono stati traghettati in Cina in lussuose cabine sulle navi del tesoro cinesi.

## Nella cultura popolare
Chen Zuyi è interpretato dall'attore Hou Xiangling nella serie televisiva cinese del 2009 Zheng He Xia Xiyang, che ha segnato il 600º anniversario dei viaggi di Zheng He. La sconfitta di Chen è considerata la più famosa di tutte le conquiste militari di Zheng He.